# Studenec (Trebnje, Slovenija)
Studenec je naselje u slovenskoj Općini Trebnju. Studenec se nalazi u pokrajini Dolenjskoj i statističkoj regiji Jugoistočnoj Sloveniji. 

## Stanovništvo
Prema popisu stanovništva iz 2002. godine naselje je imalo 78 stanovnika.